# Ternove, Holovanivsk
Ternove (în ucraineană Тернове) este un sat în comuna Lebedînka din raionul Holovanivsk, regiunea Kirovohrad, Ucraina.